# Copa del Món de ciclisme en pista de 2009-2010
La Copa del Món de ciclisme en pista de 2009-2010 va ser la 18a edició de la Copa del Món de ciclisme en pista. Es va celebrar del 30 d'octubre de 2009 al 24 de gener de 2010 amb la disputa de quatre proves.

## Proves
| Data                | Lloc       |
| ------------------- | ---------- |
| 30-1 novembre 2009  | Manchester |
| 19-21 novembre 2009 | Melbourne  |
| 10-12 desembre 2009 | Cali       |
| 22-24 gener 2010    | Pequín     |

## Resultats

### Masculins
| Event                 | Guanyador                                                                   | Segon                                                                         | Tercer                                                                       |
| Manchester            | Manchester                                                                  | Manchester                                                                    | Manchester                                                                   |
| --------------------- | --------------------------------------------------------------------------- | ----------------------------------------------------------------------------- | ---------------------------------------------------------------------------- |
| Keirin                | Chris Hoy (GBR)                                                             | Christos Volikakis (GRE)                                                      | Maximilian Levy (GER)                                                        |
| Quilòmetre            | Stefan Nimke (GER)                                                          | David Daniell (GBR)                                                           | Wang Chongyang (CHN)                                                         |
| Velocitat             | Chris Hoy (GBR)                                                             | Matthew Crampton (GBR)                                                        | Jason Kenny (GBR)                                                            |
| Velocitat per equips  | Team Sky + Hd · Ross Edgar · Chris Hoy · Jamie Staff                        | Regne Unit · Matthew Crampton · David Daniell · Jason Kenny                   | Alemanya · Robert Förstemann · Stefan Nimke · Tobias Wächter                 |
| Persecució            | Geraint Thomas (GBR)                                                        | Dominique Cornu (BEL)                                                         | Vitali Sxèdov (UKR)                                                          |
| Persecució per equips | Regne Unit · Edward Clancy · Steven Burke · Geraint Thomas · Andrew Tennant | Espanya · Sergi Escobar · David Muntaner · Antoni Tauler · Eloy Teruel        | Ucraïna · Maksym Fonrabe · Maxim Polischuk · Vitali Sxèdov · Roman Kononenko |
| Puntuació             | Chris Newton (GBR)                                                          | Ho Ting Kwok (HKG)                                                            | Roger Kluge (GER)                                                            |
| Scratch               | Ivan Kovaliov (RUS)                                                         | Lukasz Bujko (POL)                                                            | Sergiy Lagkuti (UKR)                                                         |
| Madison               | Bèlgica · Tim Mertens · Kenny De Ketele                                     | Alemanya · Roger Kluge · Robert Bartko                                        | Rússia · Sergey Kolesnikov · Aleksei Schmidt                                 |
| Melbourne             |                                                                             |                                                                               |                                                                              |
| Keirin                | Carsten Bergemann (GER)                                                     | Azizulhasni Awang (MAS)                                                       | Josiah Ng Onn Lam (MAS)                                                      |
| Quilòmetre            | Scott Sunderland (AUS)                                                      | Wang Chongyang (CHN)                                                          | Teun Mulder (NED)                                                            |
| Velocitat             | Shane Perkins (AUS)                                                         | Kévin Sireau (FRA)                                                            | Matthew Crampton (GBR)                                                       |
| Velocitat per equips  | Team Jayco · Scott Sunderland · Shane Perkins · Daniel Ellis                | Alemanya · Carsten Bergemann · René Enders · Tobias Wächter                   | Rússia · Sergey Borisov · Denís Dmítriev · Sergey Kucherov                   |
| Persecució            | Jesse Sergent (NZL)                                                         | Rohan Dennis (AUS)                                                            | Vitali Sxèdov (UKR)                                                          |
| Persecució per equips | Austràlia · Rohan Dennis · Luke Durbridge · Michael Hepburn · Cameron Meyer | Regne Unit · Edward Clancy · Steven Burke · Andrew Fenn · Andrew Tennant      | Nova Zelanda · Sam Bewley · Peter Latham · Marc Ryan · Jesse Sergent         |
| Puntuació             | Cameron Meyer (AUS)                                                         | Ioánnis Tamourídis (GRE)                                                      | Łukasz Bujko (POL)                                                           |
| Scratch               | Thomas Scully (NZL)                                                         | Lukasz Bujko (POL)                                                            | Viktor Shmalko (RUS)                                                         |
| Madison               | Nova Zelanda · Marc Ryan · Thomas Scully                                    | Alemanya · Robert Bengsch · Marcel Kalz                                       | Ucraïna · Sergiy Lagkuti · Mykhaylo Radionov                                 |
| Cali                  |                                                                             |                                                                               |                                                                              |
| Keirin                | Michaël D'Almeida (FRA)                                                     | Teun Mulder (NED)                                                             | Andriy Vynokourov (UKR)                                                      |
| Quilòmetre            | Michaël D'Almeida (FRA)                                                     | François Pervis (FRA)                                                         | Yevhen Bolibrukh (UKR)                                                       |
| Velocitat             | Kévin Sireau (FRA)                                                          | Robert Förstemann (GER)                                                       | Maximilian Levy (GER)                                                        |
| Velocitat per equips  | Cofidis · Teun Mulder · Kévin Sireau · François Pervis                      | Alemanya · Robert Förstemann · Maximilian Levy · Mathias Stumpf               | Ucraïna · Yevhen Bolibrukh · Yuriy Tsyupyk · Andriy Vynokourov               |
| Persecució            | Vitali Popkov (UKR)                                                         | Juan Esteban Arango (COL)                                                     | Gediminas Bagdonas (LTU)                                                     |
| Persecució per equips | Colòmbia · Juan Esteban Arango · Arles Castro · Edwin Ávila · Weimar Roldán | Lokomotiv · Artur Ierxov · Valeri Kaikov · Evgeny Shalunov · Kiril Svéixnikov | Espanya · Pablo Bernal · Ramon Domene · Sergi Escobar · Lluís Mas            |
| Puntuació             | Ioánnis Tamourídis (GRE)                                                    | Iljo Keisse (BEL)                                                             | Marcel Barth (GER)                                                           |
| Scratch               | Ángel Darío Colla (ARG)                                                     | Erik Mohs (GER)                                                               | Leonardo Duque (COL)                                                         |
| Madison               | Alemanya · Marcel Barth · Erik Mohs                                         | Lokomotiv · Artur Ierxov · Valeri Kaikov                                      | Colòmbia · Carlos Ospina · Carlos Urán                                       |
| Pequín                |                                                                             |                                                                               |                                                                              |
| Keirin                | Azizulhasni Awang (MAS)                                                     | Jason Niblett (AUS)                                                           | Daniel Ellis (AUS)                                                           |
| Quilòmetre            | Zhang Miao (CHN)                                                            | Joachim Eilers (GER)                                                          | Kamil Kuczynski (POL)                                                        |
| Velocitat             | Edward Dawkins (NZL)                                                        | Michaël D'Almeida (FRA)                                                       | François Pervis (FRA)                                                        |
| Velocitat per equips  | Xina · Cheng Changsong · Zhang Lei · Zhang Miao                             | Team Jayco · Scott Sunderland · Shane Perkins · Daniel Ellis                  | França · Grégory Baugé · Thierry Jollet · Michaël D'Almeida                  |
| Persecució            | Vitali Sxèdov (UKR)                                                         | Michael Hepburn (AUS)                                                         | Valeri Kaikov (RUS)                                                          |
| Persecució per equips | Austràlia · Leigh Howard · Luke Durbridge · Michael Hepburn · Cameron Meyer | Països Baixos · Levi Heimans · Arno van der Zwet · Tim Veldt · Sipke Zijlstra | Nova Zelanda · Thomas Scully · Shane Archbold · Myron Simpson · Aaron Gate   |
| Puntuació             | Zachary Bell (CAN)                                                          | Ho Ting Kwok (HKG)                                                            | Thomas Scully (NZL)                                                          |
| Scratch               | Zachary Bell (CAN)                                                          | Hayden Godfrey (NZL)                                                          | Werner Riebenbauer (AUT)                                                     |
| Madison               | Hong Kong · Ho Ting Kwok · Ho Choi Ki                                       | Itàlia · Angelo Ciccone · Elia Viviani                                        | Nova Zelanda · Thomas Scully · Myron Simpson                                 |

### Femenins
| Event                 | Guanyadora                                                             | Segona                                                            | Tercera                                                             |
| Manchester            | Manchester                                                             | Manchester                                                        | Manchester                                                          |
| --------------------- | ---------------------------------------------------------------------- | ----------------------------------------------------------------- | ------------------------------------------------------------------- |
| Keirin                | Simona Krupeckaitė (LTU)                                               | Guo Shuang (CHN)                                                  | Anna Meares (AUS)                                                   |
| 500 m. contrarellotge | Anna Meares (AUS)                                                      | Victoria Pendleton (GBR)                                          | Willy Kanis (NED)                                                   |
| Velocitat             | Victoria Pendleton (GBR)                                               | Guo Shuang (CHN)                                                  | Simona Krupeckaitė (LTU)                                            |
| Velocitat per equips  | Austràlia · Kaarle McCulloch · Anna Meares                             | Països Baixos · Yvonne Hijgenaar · Willy Kanis                    | Alemanya · Dana Glöss · Miriam Welte                                |
| Persecució            | Wendy Houvenaghel (GBR)                                                | Josephine Tomic (AUS)                                             | Vera Koedooder (NED)                                                |
| Persecució per equips | Regne Unit · Elizabeth Armitstead · Wendy Houvenaghel · Joanna Rowsell | Alemanya · Lisa Brennauer · Verena Jooß · Madeleine Sandig        | Austràlia · Tess Downing · Belinda Goss · Josephine Tomic           |
| Puntuació             | Elizabeth Armitstead (GBR)                                             | Yumari González (CUB)                                             | Ievguénia Romaniuta (RUS)                                           |
| Scratch               | Belinda Goss (AUS)                                                     | Ievguénia Romaniuta (RUS)                                         | Shelley Olds (USA)                                                  |
| Melbourne             |                                                                        |                                                                   |                                                                     |
| Keirin                | Anna Meares (AUS)                                                      | Guo Shuang (CHN)                                                  | Christin Muche (GER)                                                |
| 500 m. contrarellotge | Anna Meares (AUS)                                                      | Kaarle McCulloch (AUS)                                            | Sandie Clair (FRA)                                                  |
| Velocitat             | Anna Meares (AUS)                                                      | Guo Shuang (CHN)                                                  | Willy Kanis (NED)                                                   |
| Velocitat per equips  | Xina · Gong Jinjie · Lin Junhong                                       | Països Baixos · Yvonne Hijgenaar · Willy Kanis                    | Austràlia · Emily Rosemond · Anna Meares                            |
| Persecució            | Wendy Houvenaghel (GBR)                                                | Alison Shanks (NZL)                                               | Léssia Kalitovska (UKR)                                             |
| Persecució per equips | Nova Zelanda · Kaytee Boyd · Lauren Ellis · Alison Shanks              | Regne Unit · Katie Colclough · Wendy Houvenaghel · Joanna Rowsell | Austràlia · Ashlee Ankudinoff · Sarah Kent · Josephine Tomic        |
| Puntuació             | Giorgia Bronzini (ITA)                                                 | Shelley Olds (USA)                                                | Madeleine Sandig (GER)                                              |
| Scratch               | Ievguénia Romaniuta (RUS)                                              | Giorgia Bronzini (ITA)                                            | Theresa Cliff-Ryan (USA)                                            |
| Cali                  |                                                                        |                                                                   |                                                                     |
| Keirin                | Christin Muche (GER)                                                   | Emily Rosemond (AUS)                                              | Diana García (COL)                                                  |
| 500 m. contrarellotge | Simona Krupeckaitė (LTU)                                               | Willy Kanis (NED)                                                 | Lisandra Guerra (CUB)                                               |
| Velocitat             | Simona Krupeckaitė (LTU)                                               | Willy Kanis (NED)                                                 | Lisandra Guerra (CUB)                                               |
| Velocitat per equips  | Països Baixos · Yvonne Hijgenaar · Willy Kanis                         | Lituània · Simona Krupeckaitė · Gintarė Gaivenytė                 | Rússia · Victoria Baranova · Olga Streltsova                        |
| Persecució            | Sarah Hammer (USA)                                                     | Tara Whitten (CAN)                                                | Vilija Sereikaitė (LTU)                                             |
| Persecució per equips | Canadà · Tara Whitten · Laura Brown · Stephanie Roorda                 | Estats Units · Dotsie Bausch · Sarah Hammer · Lauren Tamayo       | Lituània · Vaida Pikauskaite · Vilija Sereikaitė · Aušrinė Trebaitė |
| Puntuació             | Giorgia Bronzini (ITA)                                                 | Tara Whitten (CAN)                                                | Charlotte Becker (GER)                                              |
| Scratch               | Tatsiana Sharakova (BLR)                                               | Giorgia Bronzini (ITA)                                            | Yumari González (CUB)                                               |
| Pequín                |                                                                        |                                                                   |                                                                     |
| Keirin                | Guo Shuang (CHN)                                                       | Miriam Welte (GER)                                                | Lee Wai Sze (HKG)                                                   |
| 500 m. contrarellotge | Willy Kanis (NED)                                                      | Gong Jinjie (CHN)                                                 | Anna Meares (AUS)                                                   |
| Velocitat             | Guo Shuang (CHN)                                                       | Anna Meares (AUS)                                                 | Lin Junhong (CHN)                                                   |
| Velocitat per equips  | Xina · Gong Jinjie · Lin Junhong                                       | Països Baixos · Yvonne Hijgenaar · Willy Kanis                    | Austràlia · Anna Meares · Emily Rosemond                            |
| Persecució            | Alison Shanks (NZL)                                                    | Vilija Sereikaitė (LTU)                                           | Tara Whitten (CAN)                                                  |
| Persecució per equips | Austràlia · Ashlee Ankudinoff · Sarah Kent · Josephine Tomic           | Nova Zelanda · Lauren Ellis · Jaime Nielsen · Alison Shanks       | Canadà · Tara Whitten · Laura Brown · Stephanie Roorda              |
| Puntuació             | Megan Dunn (AUS)                                                       | Elena Tchalykh (AZE)                                              | Giorgia Bronzini (ITA)                                              |
| Scratch               | Vera Koedooder (NED)                                                   | Aušrinė Trebaitė (LTU)                                            | Ievguénia Romaniuta (RUS)                                           |

## Classificacions

### Països
| Rang | País/Equip      | Manchester | Melbourne | Cali | Pequín | Total |
| ---- | --------------- | ---------- | --------- | ---- | ------ | ----- |
| 1    | Alemanya        | 96         | 93        | 100  | 53     | 342   |
| 2    | Austràlia       | 86         | 124       | 16   | 99     | 325   |
| 3    | Països Baixos   | 73         | 58        | 37   | 57     | 225   |
| 4    | Regne Unit      | 129        | 70        | 13   | 11     | 223   |
| 5    | R.P. de la Xina | 41         | 62        | 0    | 105    | 208   |
| 6    | Nova Zelanda    | 1          | 93        | 6    | 83     | 183   |
| 7    | França          | 23         | 29        | 55   | 53     | 160   |
| 8    | Lituània        | 40         | 5         | 78   | 17     | 140   |
| 9    | Ucraïna         | 27         | 42        | 38   | 25     | 132   |
| 10   | Team Jayco      | 23         | 69        | 0    | 34     | 126   |

### Masculins
| Pos. | Ciclista          | Man | Mel | Cal | Peq | Pts |
| 1.   | Azizulhasni Awang | –   | 10  | –   | 12  | 22  |
| 2.   | Maximilian Levy   | 8   | –   | 7   | 7   | 22  |
| 3.   | Jason Niblett     | 7   | –   | –   | 10  | 19  |
| 4.   | Josiah Ng Onn Lam | –   | 8   | –   | 5   | 13  |
| 5.   | Michaël D'Almeida | –   | –   | 12  | –   | 12  |

| Pos. | Ciclista         | Man | Mel | Cal | Peq | Pts |
| 1.   | Wang Chongyang   | 8   | 10  | –   | 6   | 24  |
| 2.   | Scott Sunderland | 6   | 12  | –   | 3   | 21  |
| 3.   | David Daniell    | 10  | 7   | –   | –   | 17  |
| 4.   | Tomáš Babek      | 7   | –   | 7   | –   | 14  |
| 5.   | Miao Zhang       | –   | –   | –   | 12  | 12  |

| Pos. | Ciclista          | Man | Mel | Cal | Peq | Pts |
| 1.   | Kévin Sireau      | –   | 10  | 12  | –   | 22  |
| 2.   | Shane Perkins     | 7   | 12  | –   | –   | 19  |
| 3.   | Matthew Crampton  | 10  | 8   | –   | –   | 18  |
| 4.   | Michaël D'Almeida | 3   | –   | 3   | 10  | 16  |
| 5.   | Maximilian Levy   | –   | –   | 8   | 7   | 15  |

| Pos. | Ciclista       | Man | Mel | Cal | Peq | Pts |
| 1.   | Vitali Sxèdov  | 8   | 8   | –   | 12  | 28  |
| 2.   | Valeri Kaikov  | –   | –   | 7   | 8   | 15  |
| 3.   | Vitali Popkov  | –   | 12  | –   | –   | 12  |
| 4.   | Jesse Sergent  | –   | 12  | –   | –   | 12  |
| 5.   | Geraint Thomas | 12  | –   | –   | –   | 12  |

| Pos. | Equip             | Man | Mel | Cal | Peq | Pts |
| 1.   | Alemanya          | 8   | 10  | 10  | 5   | 33  |
| 2.   | Team Jayco        | 6   | 12  | –   | 10  | 28  |
| 3.   | Cofidis           | 2   | 5   | 12  | 4   | 23  |
| 4.   | R.P. de la Xina   | 4   | –   | –   | 12  | 16  |
| 5.   | Moscow Track Team | 7   | –   | –   | 7   | 14  |

| Pos. | Equip         | Man | Mel | Cal | Peq | Pts |
| 1.   | Regne Unit    | 12  | 10  | –   | 3   | 25  |
| 2.   | Austràlia     | –   | 12  | –   | 12  | 24  |
| 3.   | Espanya       | 10  | 2   | 8   | –   | 20  |
| 4.   | Països Baixos | 4   | 6   | –   | 10  | 20  |
| 5.   | Ucraïna       | 8   | 3   | –   | 7   | 18  |

| Pos. | Ciclista          | Man | Mel | Cal | Peq | Pts |
| 1.   | Łukasz Bujko      | 10  | 10  | 2   | –   | 22  |
| 2.   | Zachary Bell      | –   | –   | –   | 12  | 12  |
|      | Ángel Darío Colla | –   | –   | 12  | –   | 12  |
|      | Thomas Scully     | –   | 12  | –   | –   | 12  |
|      | Ivan Kovaliov     | 12  | –   | –   | –   | 12  |

| Pos. | Ciclista     | Man | Mel | Cal | Peq | Pts |
| 1.   | Alemanya     | 10  | 10  | 12  | –   | 32  |
| 2.   | Nova Zelanda | –   | 12  | –   | 8   | 20  |
| 3.   | Bèlgica      | 12  | –   | 7   | 1   | 20  |
| 4.   | Dinamarca    | 6   | 6   | –   | 4   | 16  |
| 5.   | Itàlia       | –   | 5   | –   | 10  | 15  |

#### Puntuació
| Pos. | Ciclista           | Man | Mel | Cal | Peq | Pts |
| 1.   | Ioánnis Tamourídis | –   | 10  | 12  | –   | 22  |
| 2.   | Ho Ting Kwok       | 10  | –   | –   | 10  | 20  |
| 3.   | Zach Bell          | –   | –   | 10  | 12  | 22  |
| 4.   | Chris Newton       | 12  | 6   | –   | –   | 18  |
| 5.   | Łukasz Bujko       | 7   | 8   | –   | –   | 15  |

### Femenins
| Pos. | Ciclista           | Man | Mel | Cal | Peq | Pts |
| 1.   | Guo Shuang         | 10  | 10  | –   | 12  | 32  |
| 2.   | Christin Muche     | –   | 8   | 12  | –   | 20  |
| 3.   | Anna Meares        | 8   | 12  | –   | –   | 20  |
| 4.   | Simona Krupeckaitė | 12  | –   | 7   | –   | 19  |
| 5.   | Agnes Ronner       | 7   | –   | –   | 7   | 14  |

| Pos. | Ciclista           | Man | Mel | Cal | Peq | Pts |
| 1.   | Anna Meares        | 12  | 12  | –   | 8   | 32  |
| 2.   | Willy Kanis        | 8   | –   | 10  | 12  | 30  |
| 3.   | Simona Krupeckaitė | 7   | –   | 12  | –   | 19  |
| 4.   | Kaarle McCulloch   | –   | 10  | –   | 7   | 17  |
| 5.   | Gong Jinjie        | 5   | –   | –   | 10  | 15  |

| Pos. | Ciclista           | Man | Mel | Cal | Peq | Pts |
| 1.   | Guo Shuang         | 10  | 10  | –   | 12  | 32  |
| 2.   | Anna Meares        | 6   | 12  | –   | 10  | 28  |
| 3.   | Willy Kanis        | 4   | 8   | 10  | 6   | 28  |
| 4.   | Simona Krupeckaitė | 8   | –   | 12  | –   | 20  |
| 5.   | Victoria Pendleton | 12  | –   | –   | –   | 12  |

| Pos. | Ciclista          | Man | Mel | Cal | Peq | Pts |
| 1.   | Wendy Houvenaghel | 12  | 12  | –   |     | 24  |
| 2.   | Alison Shanks     | –   | 10  | –   | 12  | 22  |
| 3.   | Vilija Sereikaitė | –   | –   | 8   | 10  | 18  |
|      | Tara Whitten      | –   | –   | 10  | 8   | 18  |
| 5.   | Josephine Tomic   | 10  | 7   | –   | –   | 17  |

| Pos. | Equip           | Man | Mel | Cal | Peq | Pts |
| 1.   | Països Baixos   | 10  | 10  | 12  | 10  | 42  |
| 2.   | Austràlia       | 12  | 8   | –   | 8   | 28  |
| 3.   | R.P. de la Xina | –   | 12  | –   | 12  | 24  |
| 4.   | Rússia          | 6   | –   | 8   | 3   | 17  |
| 5.   | França          | 4   | 7   | –   | 6   | 17  |

| Pos. | Equip        | Man | Mel | Cal | Peq | Pts |
| 1.   | Austràlia    | 8   | 8   | –   | 12  | 28  |
| 2.   | Nova Zelanda | –   | 12  | –   | 10  | 22  |
|      | Regne Unit   | 12  | 10  | –   | –   | 22  |
| 4.   | Canadà       | –   | –   | 12  | 8   | 20  |
| 5.   | Lituània     | 3   | –   | 8   | 7   | 18  |

| Pos. | Ciclista            | Man | Mel | Cal | Peq | Pts |
| 1.   | Ievguénia Romaniuta | 10  | 12  | –   | 8   | 30  |
| 2.   | Giorgia Bronzini    | –   | 10  | 10  | 6   | 26  |
| 3.   | Vera Koedooder      | 6   | –   | –   | 12  | 18  |
| 4.   | Belinda Goss        | 12  | 4   | –   | –   | 16  |
| 5.   | Xiao Juan Diao      | –   | –   | 6   | 7   | 13  |

| Pos. | Ciclista            | Man | Mel | Cal | Peq | Pts |
| 1.   | Giorgia Bronzini    | –   | 12  | 12  | 8   | 32  |
| 2.   | Tatsiana Sharakova  | 7   | –   | 6   | 7   | 20  |
| 3.   | Yumari González     | 8   | 7   | –   |     | 15  |
| 4.   | Ievguénia Romaniuta | 10  | –   | 7   | –   | 13  |
| 5.   | Tara Whitten        | –   | –   | 10  | 3   | 13  |